# مهدی دغاغله
مهدی دغاغله (زاده ۱۰ بهمن ۱۳۶۸ - اهواز) بازیکن سابق فوتبال اهل ایران است.
وی سابقه بازی در تیم‌های استقلال اهواز، صنعت نفت آبادان، ملوان و پرسپولیس را دارد.